# Hoorn
Hoorn (anhörenⓘ) (westfriesisch Hoorn) ist eine niederländische Stadt im Osten der Provinz Nordholland, die in der Region West-Friesland liegt. In der Gemeinde wohnen 76.050 Menschen (Stand 1. Januar 2025) auf einer Grundfläche von rund 53 km². Hiervon sind rund 33 km² Wasser. Die Orte Blokker und Zwaag gehören ebenfalls zur Gemeinde.

## Geografie und Verkehr

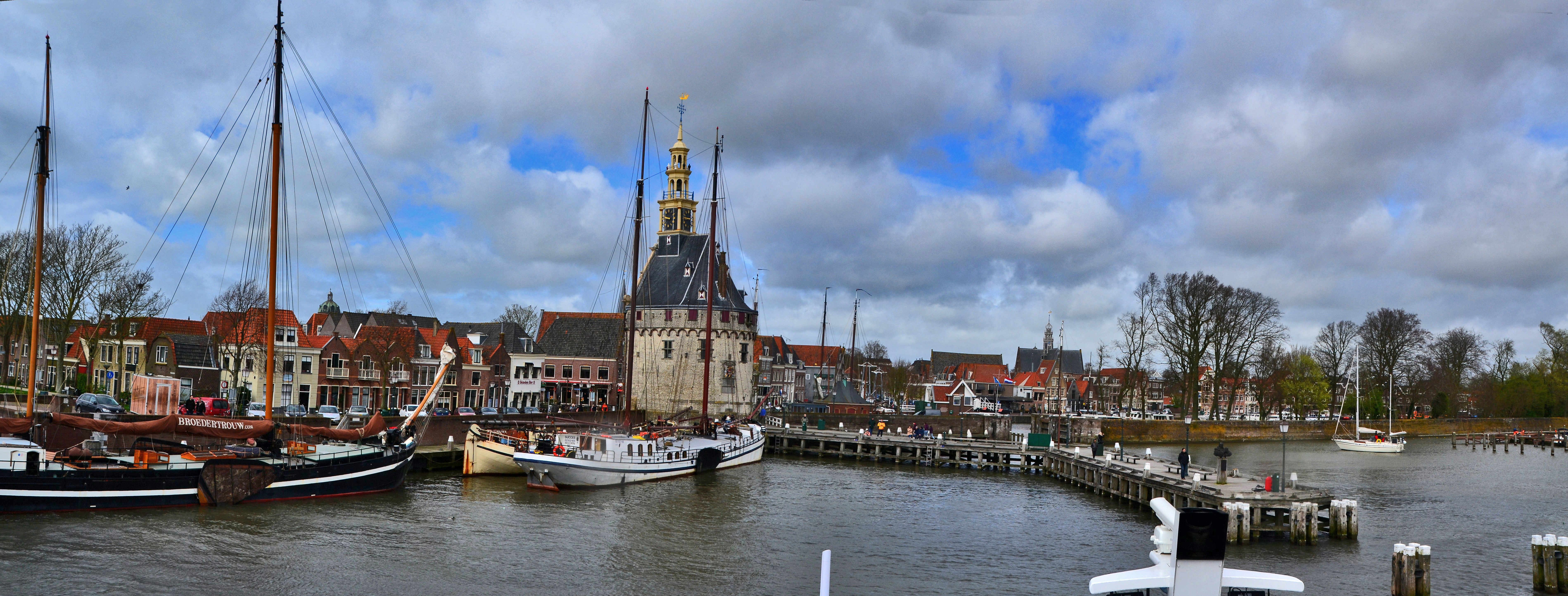
Stadtansicht Hoorn vom Markermeer

Die Stadt liegt auf einer Landzunge am Markermeer. Die zum Stadtgebiet gehörenden Wasserflächen nehmen einen größeren Anteil des Stadtareals ein als die Landfläche.
Hoorn ist ein beliebter Ausflugshafen am Markermeer.
Vom Bahnhof Hoorn gibt es Verbindungen nach Amsterdam, Alkmaar und Enkhuizen sowie eine Museumseisenbahn nach Medemblik (Museumstoomtram Hoorn–Medemblik). Im Sommer fahren hier von einer Dampflokomotive gezogene Züge.

## Geschichte
Hoorn wurde erstmals im 12. Jahrhundert in Dokumenten genannt. Ältere Namensformen sind Hoern oder Hoirne.
Der Namensursprung der Stadt ist nicht eindeutig geklärt: Es gibt mehrere Herleitungen des Namens wie vom Stiefsohn Hornus des Königs Radbod, der hornartigen Form des ersten Hafens der Stadt oder nach einer Aushangtafel mit einem Post-Einhorn (siehe Wappen) an einem Gebäude am Roode Steen im 14. Jahrhundert.
Nach der Gründung der Vereinigten Ostindischen Kompanie im Jahre 1602, die in Hoorn einen ihrer Sitze hatte, wuchs Hoorn zu einer Hafenstadt internationaler Bedeutung heran. Viele Seefahrer und Entdecker kamen aus Hoorn, so zum Beispiel die Holländer Willem Cornelisz Schouten und Jakob Le Maire.
Die frühere Bedeutung der Stadt als Hafenplatz zeigt sich in der Benennung des südlichsten Punktes Südamerikas mit dem Namen Kap Hoorn nach Schoutens Geburtsort.
Als der Handel unter anderem durch die Konkurrenz Amsterdams und Englands zurückging, blieb Hoorn Fischereihafen und Marktstadt von regionaler Bedeutung.

## Bauwerke, Kultur, Denkmale
Die Stadt hat viele historische Baudenkmäler, darunter das Rathaus, den Hoofdtoren (Hauptturm im Hafen), die Waage von 1609, das Stadttor Oosterpoort (Osttor), einige Kirchen (beispielsweise die Oosterkerk) und viele Häuser aus dem 17. und 18. Jahrhundert.
Es gibt mehrere Museen: Museum van de 20e Eeuw (Museum des 20. Jahrhunderts), Westfries Museum (Museum von Westfriesland) sowie das Dampfstraßenbahnmuseum.
Weitere Sehenswürdigkeiten sind u. a. das Park-Theater Schouwburg Het Park und eine Statue von Jan Pieterszoon Coen (1587–1629), Generalgouverneur der niederländischen Ostindien-Kompanie.

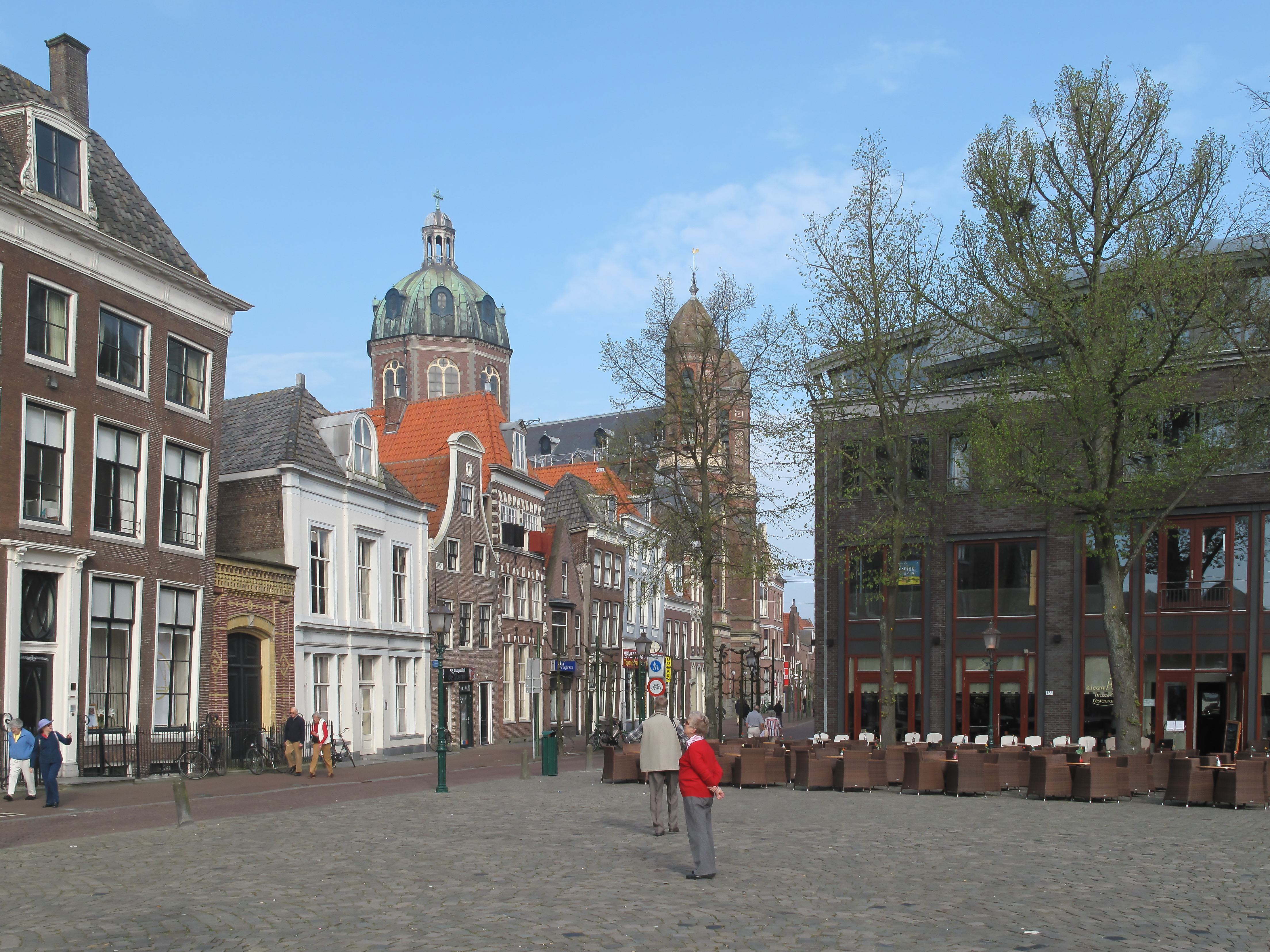
de Roode Steen, ein Platz in Hoorn
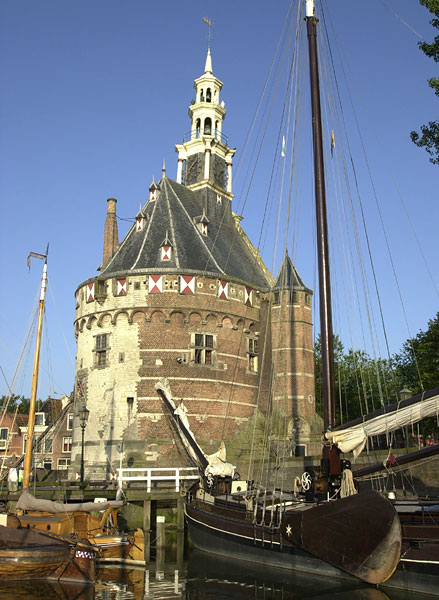
Hauptturm (Hoofdtoren) von 1532 – Sicht vom Wasser aus
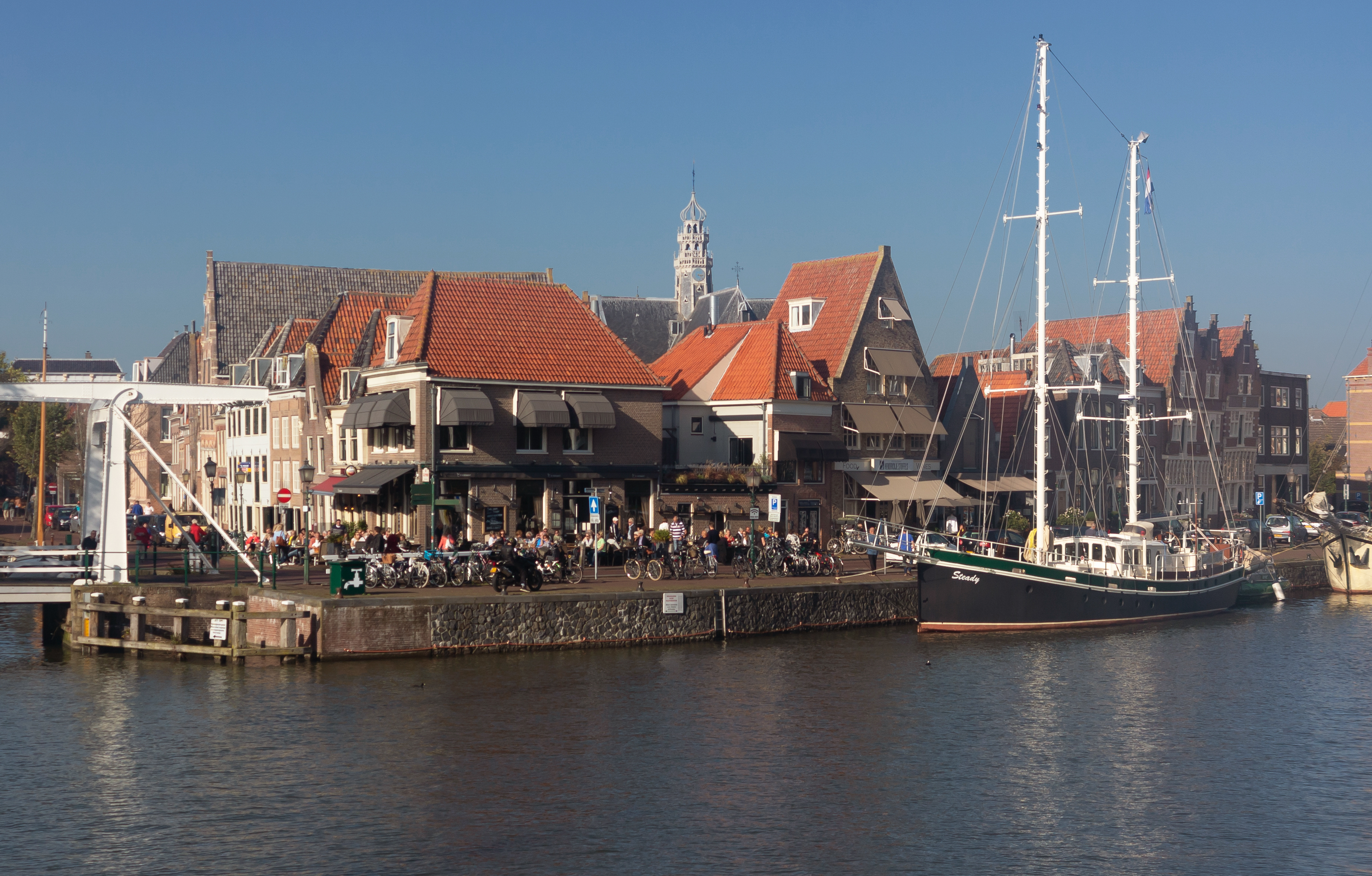
Blick auf die Oude Doelenkade
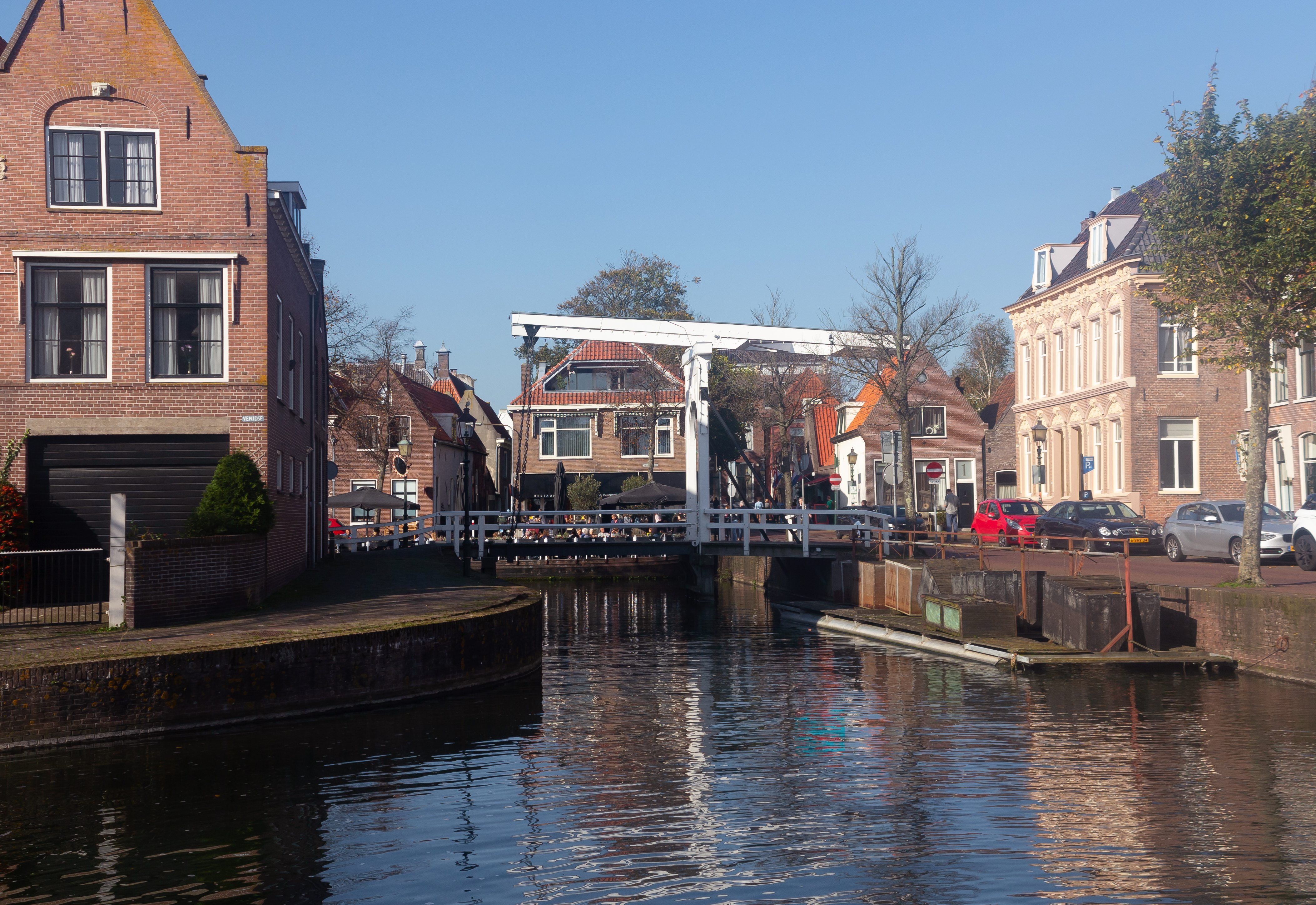
Zugbrücke: de Engeltjesbrug
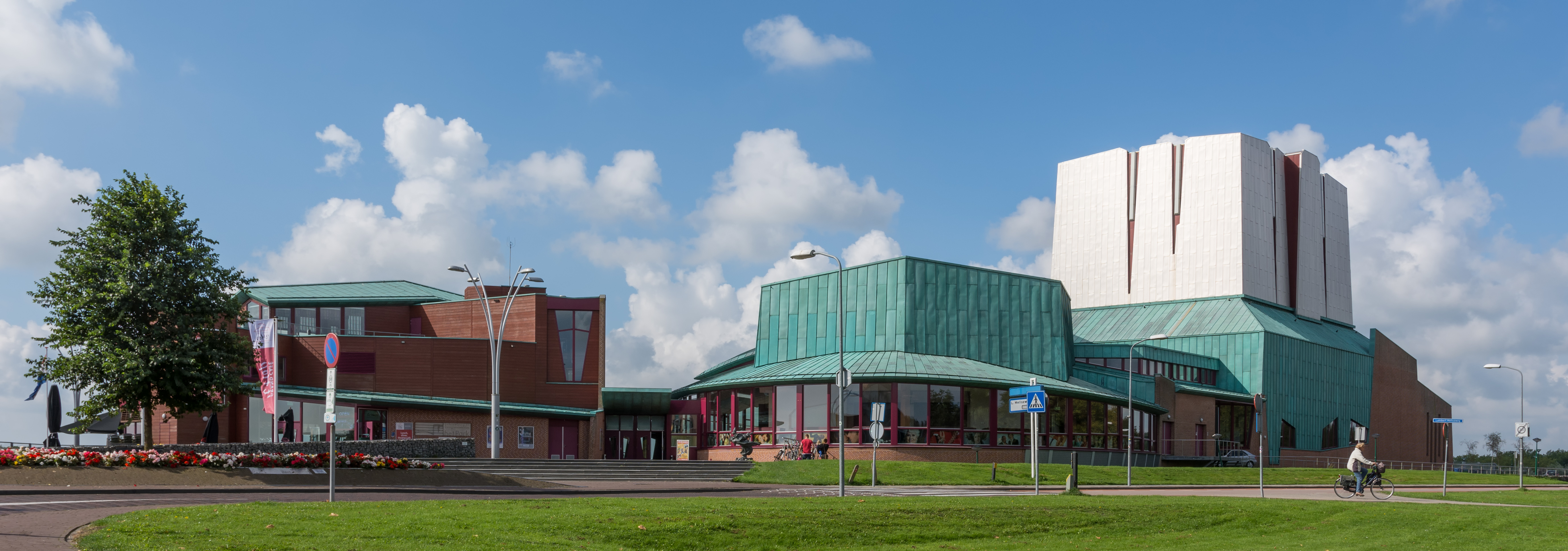
Theater Schouwburg Het Park
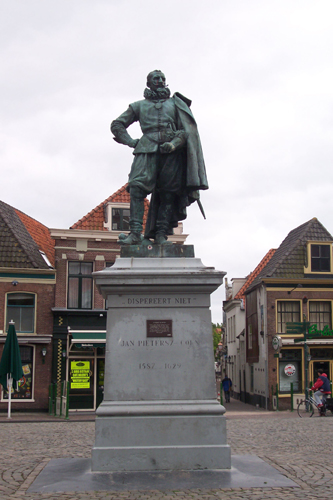
Statue zu Ehren von Jan Pieterszoon Coen auf dem Käsemarkt (Roode Steen) in Hoorn
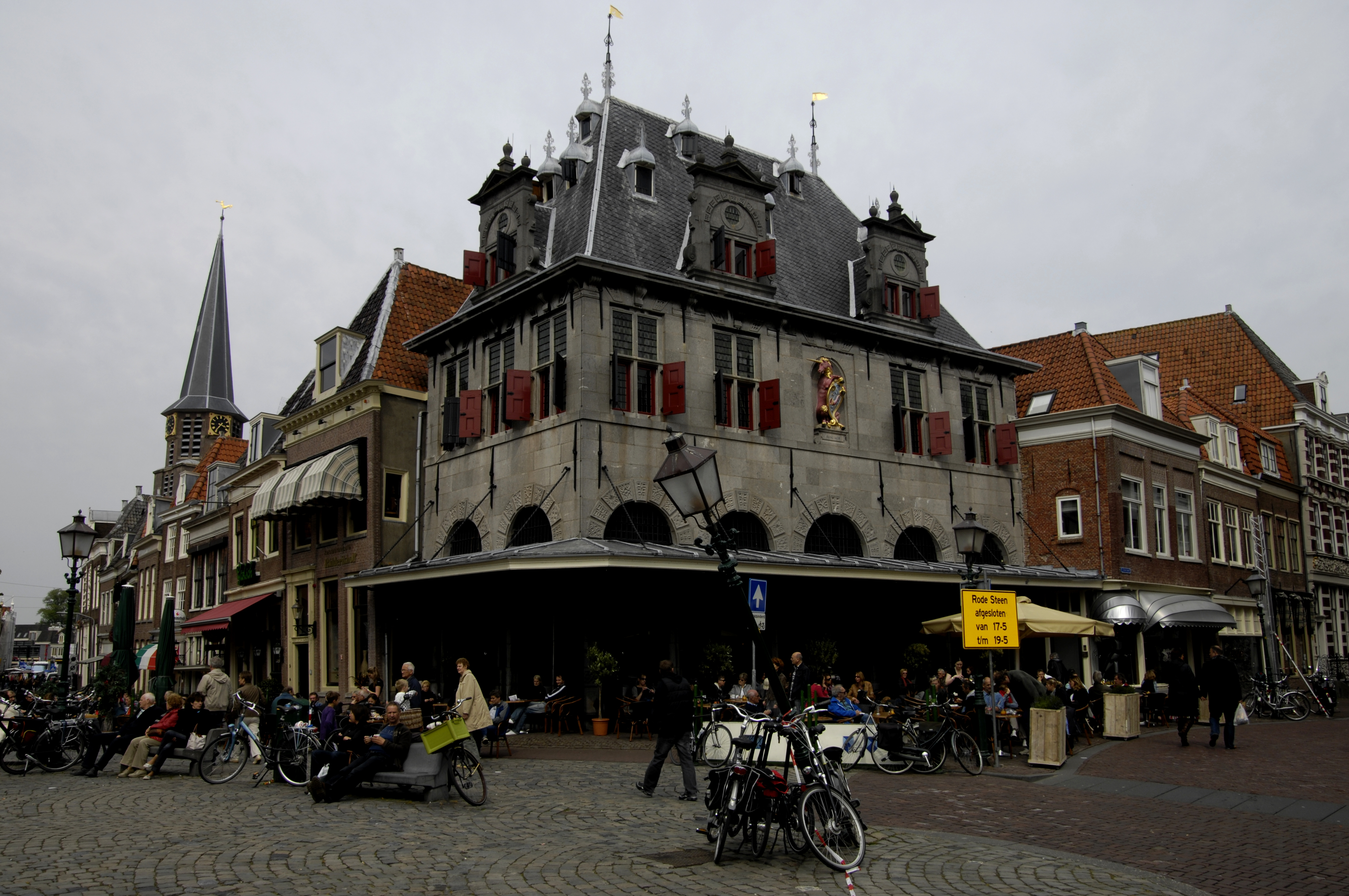
Historische Käsewaage an zentralem Platz (Roode Steen) in Hoorn, heute ein Café
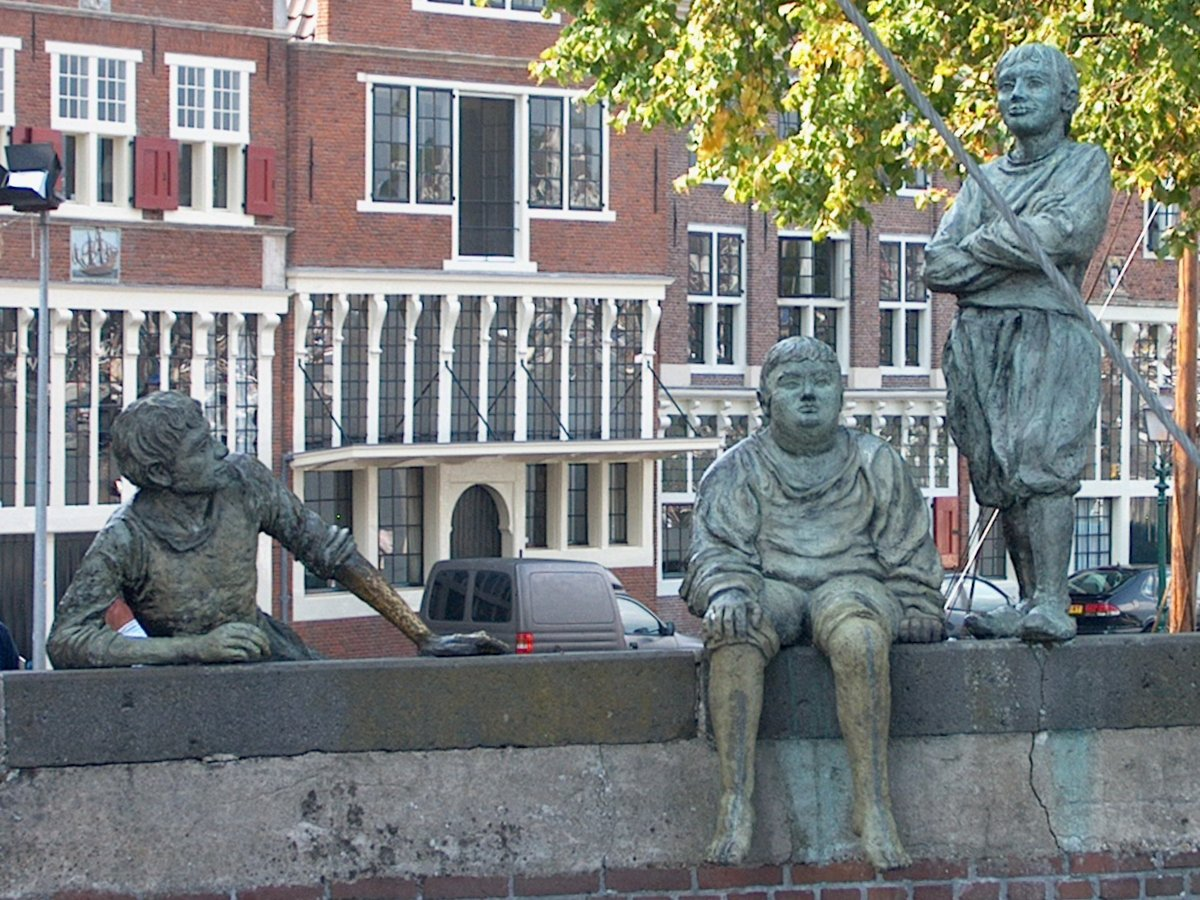
Die drei Schiffsjungen des Kapitäns Bontekoe

## Politik

### Sitzverteilung im Gemeinderat
Seit 1982 bildet sich der Gemeinderat folgendermaßen:
| Partei                        | Sitze a | Sitze a | Sitze a | Sitze a | Sitze a | Sitze a | Sitze a | Sitze a | Sitze a | Sitze a | Sitze a |
| Partei                        | 1982    | 1986    | 1990    | 1994    | 1998    | 2002    | 2006    | 2010    | 2014    | 2018    | 2022    |
| ----------------------------- | ------- | ------- | ------- | ------- | ------- | ------- | ------- | ------- | ------- | ------- | ------- |
| Fractie Tonnaer               | –       | –       | –       | –       | –       | –       | –       | 5       | 2       | 4       | 5       |
| Hoorn Lokaal                  | –       | –       | –       | –       | –       | –       | –       | –       | 1       | 1       | 4       |
| GroenLinks                    | –       | –       | 3       | 5       | 5       | 4       | 4       | 3       | 3       | 4       | 4       |
| ÉénHoorn                      | –       | –       | –       | –       | –       | –       | –       | –       | –       | –       | 4       |
| CDA                           | 7       | 8       | 8       | 6       | 5       | 5       | 4       | 3       | 3       | 4       | 3       |
| VVD                           | 7       | 6       | 6       | 8       | 8       | 5       | 4       | 6       | 4       | 5       | 3       |
| D66                           | 1       | 2       | 5       | 5       | 2       | 2       | 1       | 3       | 4       | 3       | 3       |
| PvdA                          | 7       | 13      | 9       | 8       | 10      | 9       | 11      | 5       | 5       | 3       | 3       |
| Sociaal Hoorn                 | –       | –       | –       | –       | –       | –       | –       | –       | –       | 2       | 2       |
| Liberaal Hoorn                | –       | –       | –       | –       | –       | –       | –       | –       | –       | –       | 2       |
| De Realistische Partij        | –       | –       | –       | –       | –       | –       | –       | –       | –       | 1       | 1       |
| ChristenUnie                  | –       | –       | –       | –       | –       | 0       | –       | –       | –       | 1       | 1       |
| Hoornse Onafhankelijke Partij | –       | –       | –       | –       | –       | –       | –       | –       | 2       | 2       | –       |
| VOCHoorn                      | –       | –       | –       | –       | –       | 3       | 6       | 5       | 3       | 2       | –       |
| Hoornse Senioren Partij       | –       | –       | –       | –       | –       | –       | 2       | 2       | 2       | 2       | –       |
| Hoorns Belang                 | –       | –       | –       | –       | 2       | 3       | 1       | 1       | 2       | 1       | –       |
| SP                            | –       | –       | –       | –       | –       | –       | –       | 2       | 4       | –       | –       |
| Ouderenunie                   | –       | –       | –       | –       | –       | 2       | –       | –       | –       | –       | –       |
| Unie 55+                      | –       | –       | –       | –       | 1       | –       | –       | –       | –       | –       | –       |
| Centrum Democraten            | –       | –       | –       | 1       | 0       | –       | –       | –       | –       | –       | –       |
| Progressief Hoorn             | 2       | 1       | –       | –       | –       | –       | –       | –       | –       | –       | –       |
| PSP                           | –       | 1       | –       | –       | –       | –       | –       | –       | –       | –       | –       |
| PPR                           | –       | 1       | –       | –       | –       | –       | –       | –       | –       | –       | –       |
| CPN                           | 2       | 1       | –       | –       | –       | –       | –       | –       | –       | –       | –       |
| Positieve Kombinatie          | 1       | –       | –       | –       | –       | –       | –       | –       | –       | –       | –       |
| Gesamt                        | 27      | 31      | 31      | 33      | 33      | 33      | 33      | 35      | 35      | 35      | 35      |

Anmerkungen

### Bürgermeister
Seit dem 17. Mai 2016 ist Jan Nieuwenburg (PvdA) amtierender Bürgermeister der Gemeinde. Zu seinem Kollegium zählen die Beigeordneten Nel Douw-van Dam (Tijdelijke Lijst Socialisten), Ben Tap (D66), Theo van Eijk (CDA), Samir Bashara (GroenLinks) sowie der Gemeindesekretär Frans Mencke.

## Söhne und Töchter der Stadt
– aufsteigend nach Geburtsjahr –
- Jan Folkertsz Trypmaker (14**–1531), Täufer
- Ivan Dirkie de Veenboer (15**–1620), Korsar
- Jan Pieterszoon Coen (1587–1629), Generalgouverneur von Niederländisch-Indien
- Willem Cornelisz Schouten (1580–1625), Seefahrer
- Maarten Houttuyn (1720–1798), Arzt und Naturkundler
- Johannes Messchaert (1857–1922), Sänger
- Gerhard Wilhelm Kernkamp (1864–1943), Historiker
- Kee Groot (1868–1934), Feministin
- Bram Meynadier (1879–1958), Theater- und Stummfilmschauspieler und Theaterregisseur
- Gerard Boedijn (1893–1972), Komponist und Lehrer
- Bart J. Bok (1906–1983), US-amerikanischer Astronom
- Jacobus Haring (1913–1989), Schachkomponist
- Annet Haring (* 1934), Bildhauerin
- Corine Rottschäfer (1938–2020), Fotomodell und Schönheitskönigin
- Cees S. Roselaar (* 1947), Ornithologe
- Stephan van den Berg (* 1962), Windsurfer, Olympiasieger
- Kees de Boer (* 1965), Zeichner, Illustrator und Karikaturist
- Simone van der Vlugt (* 1966), Schriftstellerin
- Ronald de Boer (* 1970), Fußballspieler
- Frank de Boer (* 1970), Fußballspieler
- Dimitri Reinderman (* 1972), Schachgroßmeister
- Minouche Smit (* 1975), Schwimmerin
- Marja Vis (* 1977), Eisschnellläuferin
- Jan-Willem Gabriëls (* 1979), Ruderer
- Jorrit M. Kelder (* 1980), Klassischer Archäologe und Mykenologe
- Eva Meijer (* 1980), Philosophin, Publizistin und Sängerin
- Vera Koedooder (* 1983), Radsportlerin
- Adrie Visser (* 1983), Radsportlerin
- Willemijn Karsten (* 1986), Handballerin
- Pim Ligthart (* 1988), Radsportler
- Yesna Rijkhoff (* 1992), Bahnradsportlerin
- Nadine Visser (* 1995), Leichtathletin
- Inessa Kaagman (* 1996), Fußballspielerin
- Maaike Boogaard (* 1998), Radrennfahrerin
- Maayke Tjin-A-Lim (* 1998), Hürdenläuferin
- Kenzo Goudmijn (* 2001), Fußballspieler
- Antoon (* 2002), Sänger und Rapper
- Sontje Hansen (* 2002), Fußballspieler
- Max de Waal (* 2002), Fußballspieler